# Like a G6
«Like a G6» es una canción del grupo Far East Movement con la colaboración musical del dúo The Cataracs y la cantante Dev. la canción alcanzó el puesto número 1 en Billboard Hot 100 y en la lista de Nueva Zelanda y el Reino Unido octubre de 2010, a pesar de haber sido lanzado en abril de ese año. Canción con la cual se conocieron Nya y Jud.
La canción ha vendido 3 millones de descargas pagadas en los Estados Unidos, según Nielsen SoundScan.

## Apariciones en bandas sonoras
La canción se usa en el episodio de Glee es "Blame It on the Alcohol", de la escena la fiesta de Rachel Berry. También aparece un capítulo de Vampiras ,así como en la película Daddy's Home.En 2025 sale en la primer  temporada episodio 2 de la serie de Prime Video "Mas de la cuenta" o "Impostura" o "Over compensating".

## Video musical
Actualmente este video superó los 305 millones de visitas, alcanzando su primer VEVO Certified, siendo este su video más visto en su cuenta de YouTube

## Posicionamiento en listas
| País/Continente | Lista musical       | Mejor posición |
| --------------- | ------------------- | -------------- |
| América         |                     |                |
| Canadá          | Canadian Hot 100    | 3              |
| Estados Unidos  | Billboard Hot 100   | 1              |
| Europa          |                     |                |
| Austria         | Ö3 Austria Top 40   | 8              |
| Bélgica         | Ultratop 50         | 2              |
| Dinamarca       | Tracklisten         | 19             |
| Finlandia       | Mitä hittiä         | 15             |
| Europa          | European Hot 100    | 17             |
| Irlanda         | (IRMA)              | 12             |
| Países Bajos    | Dutch Top 40        | 4              |
| Reino Unido     | UK Singles Chart    | 5              |
| Reino Unido     | UK R&B Chart        | 1              |
| Suecia          | Sverigetopplistan   | 7              |
| Suiza           | Schweizer Hitparade | 10             |
| Oceanía         |                     |                |
| Australia       | ARIA                | 2              |
| Nueva Zelanda   | RIANZ               | 1              |

## Certificaciones
| País          | Certificación |
| ------------- | ------------- |
| Australia     | 2x Platino    |
| Nueva Zelanda | Platino       |
| Suecia        | Oro           |
| Suiza         | Oro           |